# Anton Alois van Hohenzollern-Sigmaringen
Anton Alois van Hohenzollern-Sigmaringen (Sigmaringen, 20 juni 1762 — aldaar, 17 oktober 1831), uit een zijtak van de Zwabische linie, was sinds 1806 de eerste soevereine vorst van Hohenzollern-Sigmaringen.

## Geschiedenis
Hij was een zoon van Karel Frederik van Hohenzollern-Sigmaringen en Joanna Josephina Antonia van den Bergh en Hohenzollern. Hij volgde zijn vader in 1785 op als vorst van Hohenzollern-Sigmaringen. In 1787 volgde hij zijn moeder op als Graaf van den Bergh en Heer van Boxmeer. 
Anton Alois verloor in 1801 bij de Vrede van Lunéville definitief zijn Nederlandse en Belgische bezittingen die reeds in 1795 feitelijk verloren waren gegaan.
In paragraaf 10 van de Reichsdeputationshauptschluss van 25 februari 1803 werd de vorst van Hohenszollern-Sigmaringen voor zijn feodale rechten in de heerlijkheden Boxmeer, Diksmuide, Berg, Gendringen, Etten, Wisch, Pannerden en Mühlingen en voor zijn domeinen in België schadeloos gesteld door de heerlijkheid Glatt en de kloosters Inzikhofen, Klosterbeuren en Holzheim. (De heerlijkheid Glatt was sinds 1706 in het bezit geweest van het sticht Muri in Zwitserland).
In paragraaf 32 kreeg de vorst een eigen zetel in de Rijksdag.
De conventie van Wenen van 31 december 1805 bevrijdde het vorstendom van alle leenbanden.
Artikel 23 van de Rijnbondakte van 12 juli 1806 kende hem de heerlijkheden Achberg en Hohenfels, die onder de commanderij Altshausen van de Duitse Orde vielen, toe alsook de conventen Klosterwald en Habsthal. Verder werden de heerlijkheden Gamertingen en Hettingen onder de soevereiniteit van de vorst gesteld.
Artikel 24 stelde verder de heerlijkheden Trochtelfingen, Jungnau, Straßberg, het ambt Ostrach en het deel van de heerlijkheid Meßkirch op de linker oever van de Donau onder soevereiniteit van de vorst. Hiermee werden bezittingen van het vorstendom Fürstenberg en van Thurn und Taxis gemediatiseerd.
Op 22/27 juni 1812 werd in een verdrag met het groothertogdom Baden Rast tegen Ablach geruild en in 1814 werd Hirschlatt door het Koninkrijk Württemberg afgestaan.
In 1815 werd het land lid van de Duitse Bond.

## Huwelijk en kinderen
Hij was gehuwd met Amalie Zephyrine van Salm-Kyrburg (1760–1841), dochter van vorst Filips Jozef van Salm-Kyrburg, en was de vader van: 
- Karel (1785–1853), vorst van Hohenzollern-Sigmaringen